# Stefan Zweig

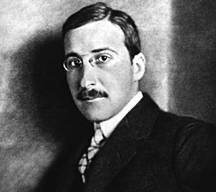
Stefan Zweig (ca. 1912)

Stefan Zweig (* 28. November 1881 in Wien, Österreich-Ungarn; † 23. Februar 1942 in Petrópolis, Bundesstaat Rio de Janeiro, Brasilien) war ein österreichischer Schriftsteller, Übersetzer und Pazifist.
Zweig gehörte zu den beliebtesten deutschsprachigen Schriftstellern seiner Zeit. Mit seinen vielgelesenen psychologischen Novellen wie Brennendes Geheimnis (1911), Angst, Brief einer Unbekannten, Der Amokläufer und literarisierten Biographien, darunter Magellan. Der Mann und seine Tat sowie Triumph und Tragik des Erasmus von Rotterdam gehörte er zu den bedeutenden deutschsprachigen Erzählern zu Beginn des 20. Jahrhunderts. Seine Sprache ist durch eine hohe Anschaulichkeit und klangliche Gefälligkeit gekennzeichnet; die Werke sind in ihrer Erzählweise wie den stilistischen Mitteln weitgehend dem Realismus verpflichtet. Sie vereinigen klassische Elemente, darunter einen dramatischen Handlungsverlauf, mit einer psychoanalytischen Figurenzeichnung und mit verschiedenen Perspektiven. So bot Zweig seiner breiten Leserschaft einen Zugang zu einer Literatur, in der ihre Gegenwart reflektiert wurde, ohne sie mit modernistischen Erzählweisen zu konfrontieren.
Unter seinen zahlreichen Prosaarbeiten ragen besonders die Schachnovelle, die Sternstunden der Menschheit sowie seine Erinnerungen Die Welt von Gestern hervor.

## Leben

### 1881 bis 1918 – Frühe Jahre

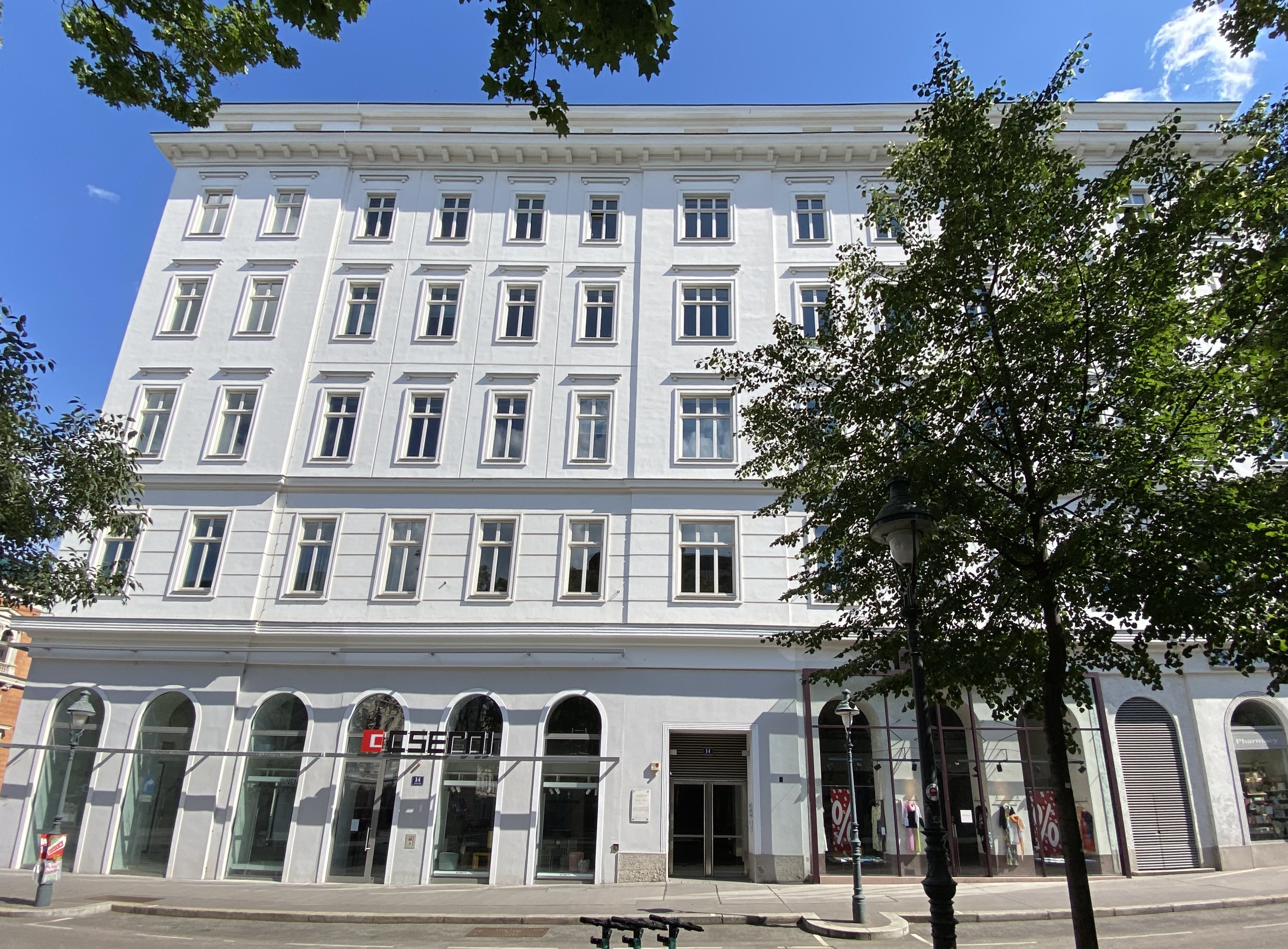
Geburtshaus Stefan Zweigs in Wien am Schottenring 14

Stefan Samuel Zweig war ein Sohn des wohlhabenden jüdischen Textilunternehmers Mori(t)z Zweig (1845–1926) und dessen Frau Ida Brettauer (1854–1938). Sie entstammte einer reichen – ursprünglich aus Hohenems stammenden – Kaufmanns-/Bankiersfamilie, war aber im italienischen Ancona geboren und aufgewachsen, wohin ihre Familie ausgewandert war. Er wurde in Wien in der elterlichen großbürgerlichen Wohnung Schottenring 14 geboren und wuchs gemeinsam mit seinem Bruder Alfred am Concordiaplatz 1, später in der Rathausstraße 17 im Stadtzentrum auf. Die Zentrale der väterlichen Webwarenfabrik befand sich am Schottenring 32 (Grundstück des späteren Ringturms), dann am Franz-Josefs-Kai 33 (Häuserblock des Hotels Métropole). Die Familie Zweig war nicht religiös, Zweig selbst bezeichnete sich später als „Jude aus Zufall“. Mit dem deutschen Schriftsteller Arnold Zweig ist er nicht verwandt.

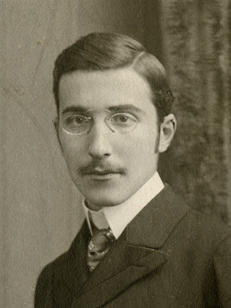
Stefan Zweig um 1900

Am Wiener Gymnasium Wasagasse legte er 1899 seine Matura ab. Anschließend, an der Wiener Universität als Student der Philosophie eingeschrieben, schrieb er zunächst für das Feuilleton der Neuen Freien Presse, dessen Redakteur Theodor Herzl war. Nachdem Gedichte von ihm schon ab 1897 in Zeitschriften veröffentlicht worden waren, erschien 1901 der Gedichtband Silberne Saiten und 1904 seine erste Novelle, Die Liebe der Erika Ewald. In diesem Jahr wurde Stefan Zweig mit einer Dissertation über Die Philosophie des Hippolyte Taine bei Friedrich Jodl in Wien zum Dr. phil. promoviert. Nach und nach entwickelte er eine markante Schreibweise, die behutsame psychologische Deutung mit fesselnder Erzählkraft und brillanter Stilistik verband. Neben eigenen Erzählungen und Essays arbeitete Zweig auch als Journalist sowie als Übersetzer der Werke Verlaines, Baudelaires und insbesondere Émile Verhaerens. Seine Bücher erschienen im Insel-Verlag in Leipzig, mit dessen Verleger Anton Kippenberg er schließlich freundschaftlich verbunden war und dem er die Anregung zur 1912 gegründeten Insel-Bücherei gab, die sich rasch mit sehr großen Verkaufszahlen auf dem Buchmarkt etablieren konnte und noch heute verlegt wird.
Nachdem Donald A. Prater, Oliver Matuschek und Benno Geiger auf eine vor 1920 bestehende Tendenz Zweigs zum Exhibitionismus hingewiesen hatten, hinterfragt der Journalist und Literaturwissenschaftler Ulrich Weinzierl in seinem 2015 erschienenen Buch Stefan Zweigs brennendes Geheimnis die Äußerungen von Zweigs früherem Freund und späterem Gegner Benno Geiger („Er litt an der Sucht des Exhibitionismus, das heißt, an dem unwiderstehlichen Drang, sich in Anwesenheit eines jungen Mädchens zu entblößen“) kritisch. Weinzierl findet in Zweigs Aufzeichnungen ab 1912 deutliche Anzeichen auf das von Zweig so genannte „Schauprangertum“ und verklausulierte Andeutungen, er sei im Schönbornpark beinahe erwischt worden. In dieser Zweigs bürgerliche Existenz bedrohenden Neigung sieht der Germanist Weinzierl psychodynamische Mechanismen, die Zweig in künstlerischer Hinsicht angetrieben hätten. Gemäß dem Bonner Psychiater, Gerichtspsychiater und Medizinhistoriker Dieckhöfer zeichnete sich das Phänomen des Exhibitionismus für den Dichter Zweig „letztlich als flüchtiges Durchgangssyndrom werdender charakterlicher Reifung […] inmitten einer kulturell sexualfeindlichen, leibfeindlichen Umwelt“ ab, wobei sich schließlich „ein gesundes Wohl-und-Wehe“ durchsetzte.
Zweig pflegte einen großbürgerlichen Lebensstil und reiste sehr viel. So besuchte er auf Anraten von Walther Rathenau im November 1908 fünf Monate lang Britisch-Indien (mit Kalkutta, Benares, Gwalior, Rangun in Burma) und Britisch-Ceylon sowie im Februar 1911 Amerika. Diese Reisen verschafften ihm Kontakte zu anderen Schriftstellern und Künstlern, mit denen er oft lang anhaltende Korrespondenzen führte. Er lud sie aber auch zu sich ein. So vermerkte er in seinem Tagebuch für den 10. November 1912 eine Soiree mit Felix Braun, Franz Theodor Csokor, Victor Fleischer, Emil Lucka und dem Dichterjuristen Hugo Wolf. Zweig war auch ein begeisterter und in Fachkreisen anerkannter Sammler von Autographen.
Bei Ausbruch des Ersten Weltkrieges hatte Zweig, wie er im Buch Die Welt von Gestern schreibt:

„… vorläufig keinerlei militärische Pflichten, da ich bei allen Assentierungen als untauglich erklärt worden war … Andererseits war es wieder unerträglich, in einer solchen Zeit als verhältnismäßig junger Mensch abzuwarten, bis man ihn herausscharrte aus seinem Dunkel und an irgendeine Stelle warf, an die er nicht gehörte. So hielt ich Umschau nach einer Tätigkeit, wo ich immerhin etwas leisten konnte, ohne hetzerisch tätig zu sein, und der Umstand, daß einer meiner Freunde, ein höherer Offizier, im Kriegsarchiv war, ermöglichte es mir, dort eingestellt zu werden.“

Es gelang, Rainer Maria Rilke im Alter von „fast vierzig Jahren“ „gleichfalls für unser abgelegenes Kriegsarchiv anzufordern … er wurde bald dank einer gütigen medizinischen Untersuchung entlassen“.
Zweig beschloss nun, auch unter dem Einfluss eines seiner Freunde, des französischen Pazifisten Romain Rolland, „meinen persönlichen Krieg zu beginnen: den Kampf gegen den Verrat der Vernunft an die aktuelle Massenleidenschaft“. Was er in dieser Zeit empfand, beschrieb er so:

„Von Anfang an glaubte ich nicht an den ,Sieg‘ und wußte nur eines gewiß: daß selbst wenn er unter maßlosen Opfern errungen werden könnte, er diese Opfer nicht rechtfertige. Aber immer blieb ich allein unter all meinen Freunden mit solcher Mahnung, und das wirre Siegesgeheul vor dem ersten Schuß, die Beuteverteilung vor der ersten Schlacht ließ mich oft zweifeln, ob ich selbst wahnsinnig sei unter all diesen Klugen oder vielmehr allein grauenhaft wach inmitten ihrer Trunkenheit.“

1917 wurde er vom Militärdienst erst beurlaubt, später ganz entlassen. Die Vorbereitung der Aufführung seiner Tragödie „Jeremias“ am Stadttheater eröffnete Zweig die Gelegenheit, nach Zürich zu ziehen. Hier in der neutralen Schweiz arbeitete er außerdem als Korrespondent für die Wiener Neue Freie Presse und publizierte seine humanistische, den partei- und machtpolitischen Interessen völlig fernstehende Meinung auch in der deutschsprachigen Zeitung Pester Lloyd. In der Schweiz lernte er 1918 Erwin Rieger kennen, der später die erste Biographie von Zweig herausgab.
Eine besondere Freundschaft verband ihn mit Alfons Petzold, die durch zahlreiche Briefwechsel über einen Zeitraum von 1911 bis 1922 dokumentiert ist.

### 1919 bis 1933 – Salzburger Jahre

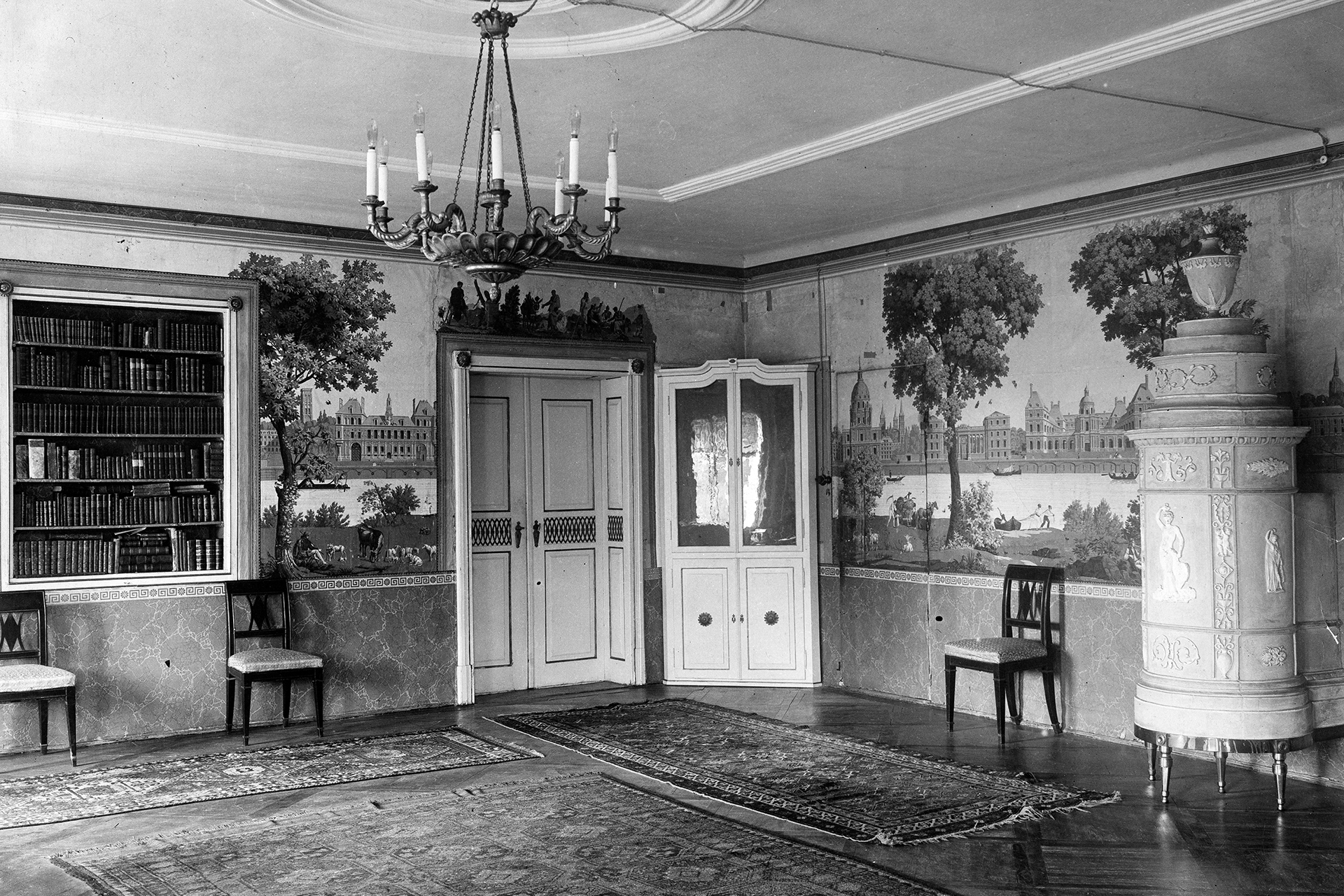
Stefan Zweigs Wohnzimmer, vermutlich Kapuzinerberg 5 in Salzburg, Foto: Ludwig Boedecker, 1922

Stefan Zweig, Fundo Correio da Manhã - 3

Nach Kriegsende kehrte Zweig nach Österreich zurück. Zufälligerweise reiste er am 24. März 1919 ein, demselben Tag, an dem der letzte österreichische Kaiser, Karl I., ins Exil in die Schweiz ausreiste. Zweig beschrieb diese Begegnung an der Grenze später in seinem Werk Die Welt von Gestern.
Zweig fuhr nach Salzburg, wo er im Krieg, 1917, das desolate Paschinger Schlössl auf dem Kapuzinerberg gekauft hatte, um es später zu bewohnen. Im Jänner 1920 heiratete er die von dem Journalisten Felix Winternitz geschiedene Friderike von Winternitz, die zwei Töchter in die Ehe brachte.
Unter dem Eindruck der fortschreitenden Inflation in Deutschland und Österreich riet Zweig dem Verleger des Leipziger Insel Verlags, Anton Kippenberg, zur Edition von fremdsprachiger Literatur in den Originalsprachen als „Orbis Literarum“, die aus den Reihen Bibliotheca Mundi, Libri Librorum und
Reihe Pandora bestehen sollte. Allerdings blieben alle drei Reihen erheblich unter den erwarteten Verkaufszahlen und endeten schon nach wenigen Jahren.
Als engagierter Intellektueller trat Stefan Zweig vehement gegen Nationalismus und Revanchismus auf und warb für die Idee eines geistig geeinten Europas. In den 1920er Jahren schrieb er viel: Erzählungen, Dramen, Novellen. Die Sammlung historischer Momentaufnahmen Sternstunden der Menschheit von 1927 zählt bis heute zu seinen erfolgreichsten Büchern.
1928 bereiste Stefan Zweig die Sowjetunion, wo seine Bücher auf Betreiben von Maxim Gorki, mit dem er im Briefwechsel stand, auf Russisch herauskamen. Sein 1931 erschienenes Buch Die Heilung durch den Geist widmete er Albert Einstein. Stefan Zweig war mit Joseph Roth eng befreundet und unterstützte ihn auch finanziell. (Ihr Briefwechsel 1927–1939 wurde veröffentlicht.)

### 1934 bis 1942 – Exiljahre

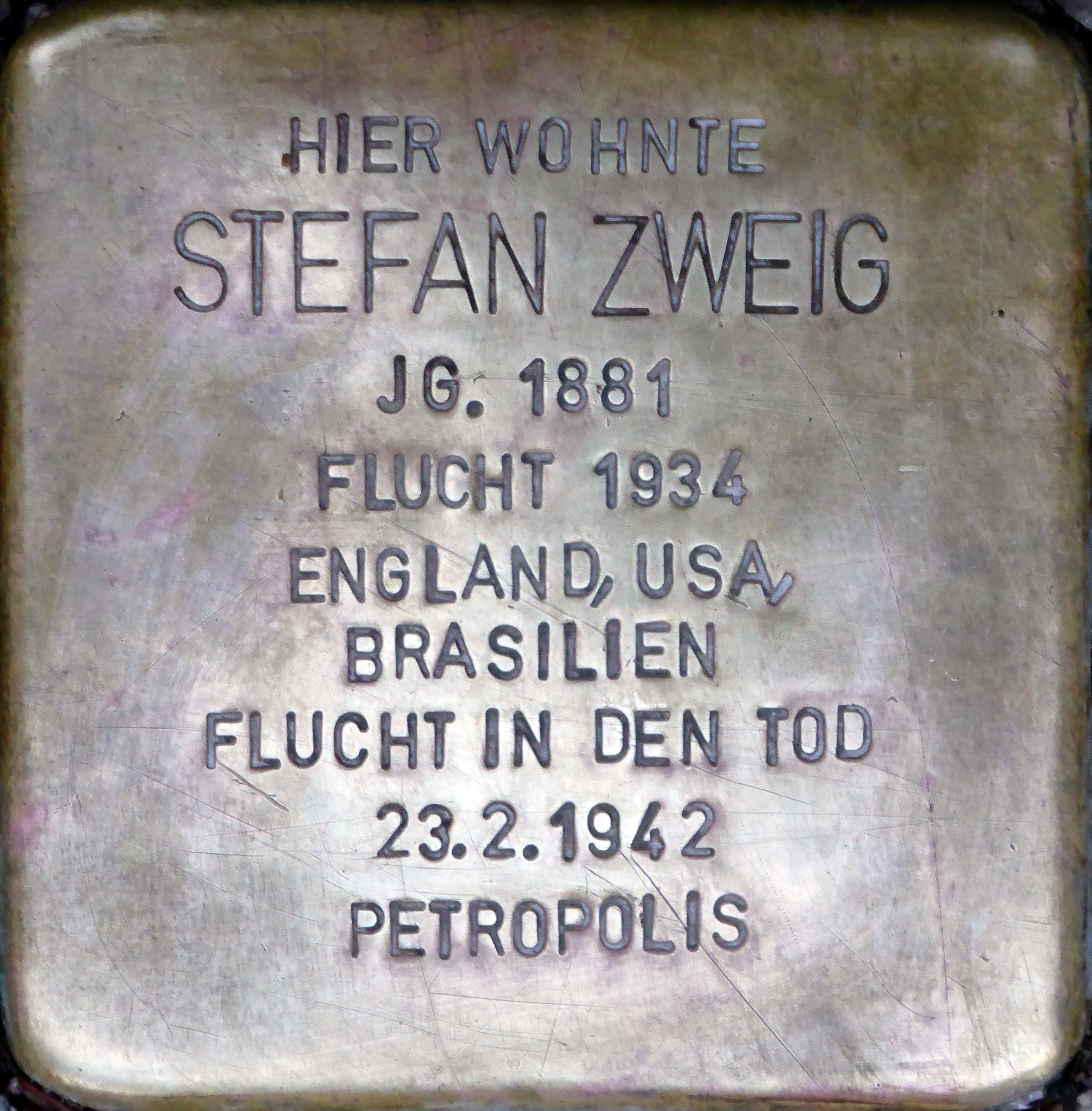
Stolperstein für Stefan Zweig am Kapuzinerberg 5, Salzburg.

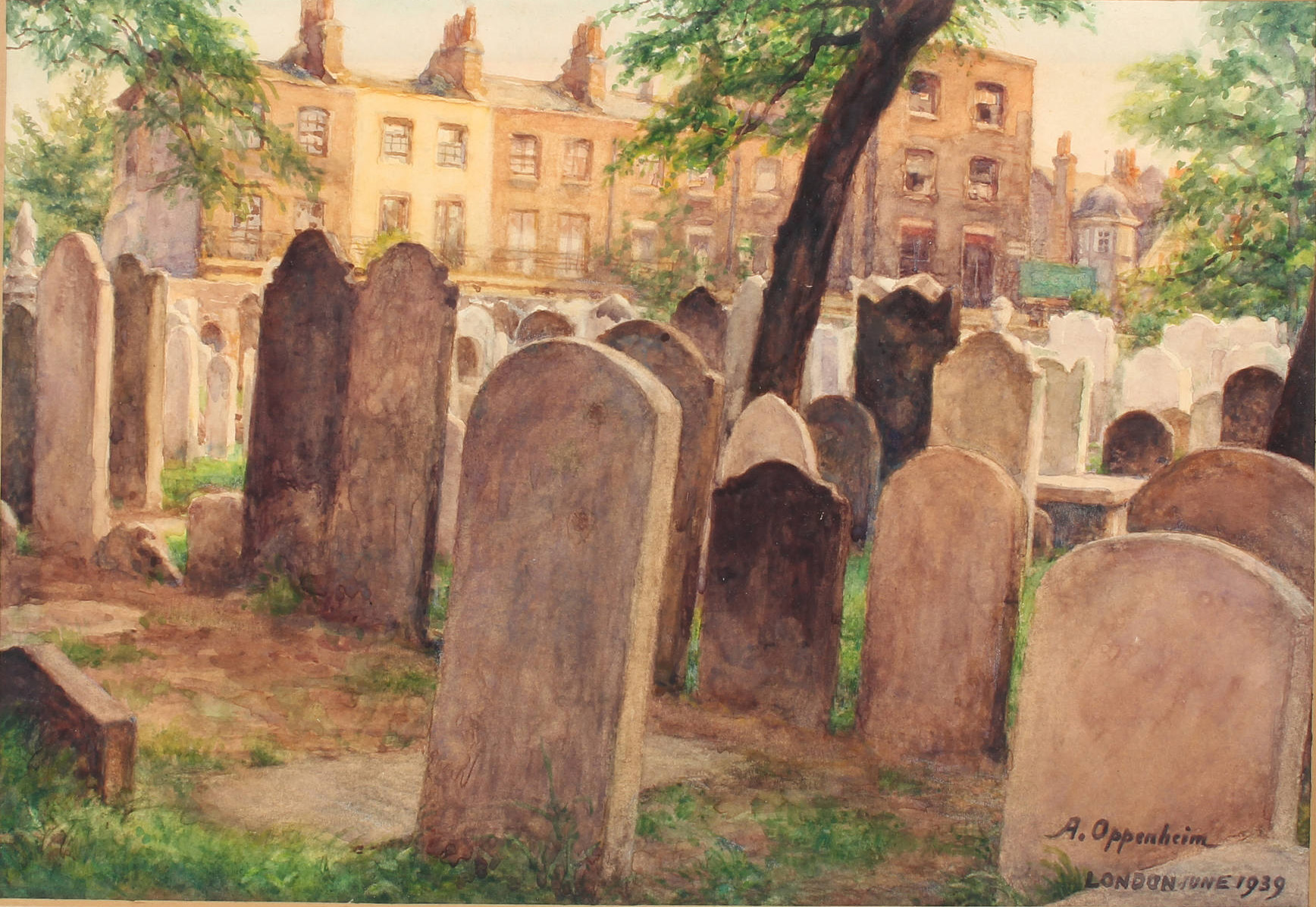
Bühnenbildentwurf von Alfred Oppenheim für Zweig, 1934

Nach der „Machtergreifung“ der Nationalsozialisten im Deutschen Reich im Jahre 1933 wurde deren Einfluss auch in Österreich in Form von Bombenterror und unverhohlenen Auftritten der SA spürbar. Die Christlichsozialen setzten sich gegen die Nationalsozialisten zur Wehr – etwa durch ein Verbot der NSDAP nach einem Handgranatenüberfall auf christlich-deutsche Wehrturner. Zuvor hatten sie die Demokratie abgeschafft und einen Arbeiteraufstand niedergeschlagen, um die Sozialdemokraten ausschalten zu können (siehe Selbstausschaltung des Parlaments); Zweig nahm die nationalsozialistische Bedrohung von Salzburg aus, quasi in Sichtweite des Domizils Hitlers auf dem Obersalzberg, sehr ernst und sah darin ein „Vorspiel [zu] viel weiter reichenden Eingriffen“.
Am 18. Februar 1934, wenige Tage nach dem Februaraufstand der Sozialdemokraten gegen den austrofaschistischen Ständestaat, durchsuchten vier Polizisten das Haus des erklärten Pazifisten Stefan Zweig, da eine Denunziation vorlag, dass sich in seinem Haus Waffen des Republikanischen Schutzbundes befänden. Zweig merkte zwar, dass die Durchsuchung nur pro forma durchgeführt wurde, dennoch war er davon tief betroffen, stieg zwei Tage danach in den Zug und emigrierte nach London.

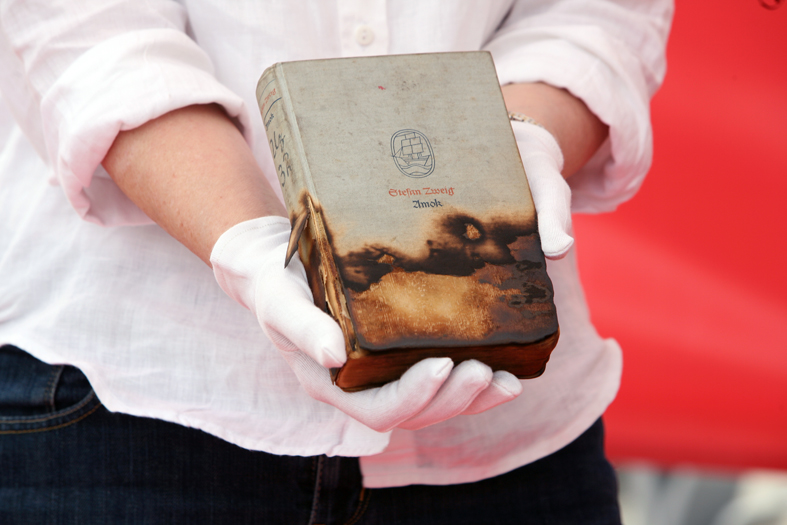
Ein nach der Bücherverbrennung erhaltenes Exemplar von Stefan Zweigs Buch „Amok“

Im Deutschen Reich durften seine Bücher nicht mehr im Insel Verlag erscheinen, sondern wurden vom Herbert-Reichner-Verlag Wien verlegt, dem Zweig in diesen Jahren auch als literarischer Berater zur Seite stand. Dennoch rissen die Kontakte nach Deutschland nicht ab. Er unternahm auch eine Reise nach Südamerika. Im März 1933 kam die Verfilmung seiner Novelle Brennendes Geheimnis in die Kinos. Da der Titel im Hinblick auf den Reichstagsbrand viel Anlass zu Spott bot, wurde die weitere Aufführung des Films verboten. Für Richard Strauss konnte er noch das Libretto zur Oper Die schweigsame Frau verfassen; die Oper wurde aufgrund persönlicher Genehmigung Adolf Hitlers in der Dresdner Oper aufgeführt, musste dann aber wegen des jüdischen Autors abgesetzt werden. Zweig wurde auf die Liste der Bücherverbrennungen gesetzt und 1935 in die Liste verbotener Autoren aufgenommen. Im österreichischen Ständestaat wurde er weiterhin ausgesprochen geschätzt, während er im nationalsozialistischen Deutschland als „unerwünscht“ galt. Sein reichsdeutscher Verleger, Anton Kippenberg vom Insel Verlag, musste sich von seinem bedeutendsten Erfolgsautor trennen. Im Exil in England lebend, konnte Zweig über den Reichner-Verlag in Wien nach wie vor ein deutschsprachiges Publikum erreichen; nach dem Anschluss Österreichs an das Deutsche Reich wurden seine deutschen Schriften in Schweden gedruckt, wobei er international weiterhin einer der meistgelesenen Autoren seiner Zeit blieb.

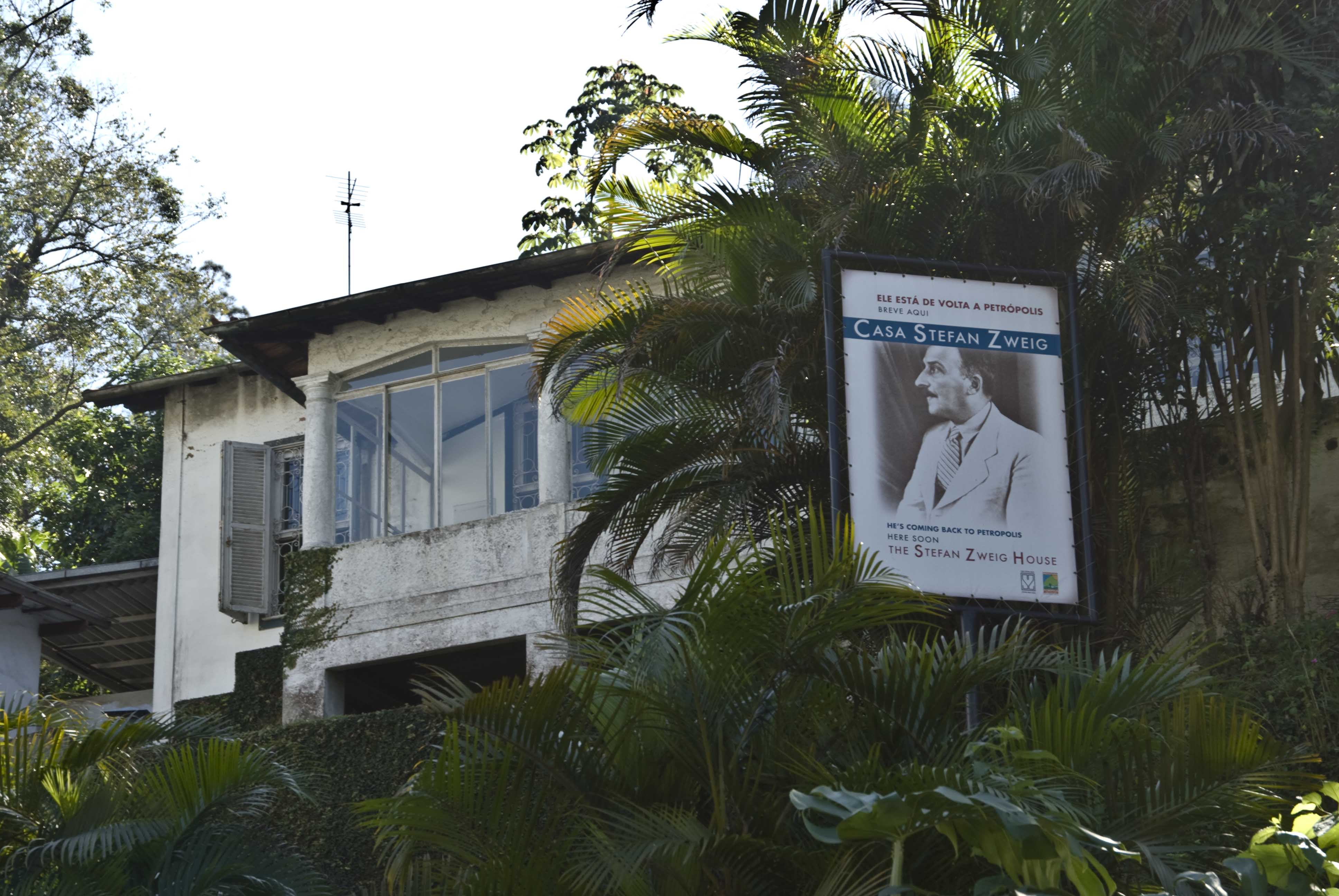
Stefan Zweigs Haus in Petrópolis

Seine Ehe mit Friderike Zweig, von der er ab seiner Flucht aus Salzburg 1934 partiell getrennt lebte, wurde im November 1938 in London geschieden. Er hatte sich mit seiner Sekretärin Charlotte Altmann (1908–1942), die aus einer jüdischen Fabrikantenfamilie stammte, auf eine Liaison eingelassen, was seiner Frau nicht verborgen geblieben war. 1939 heiratete er Charlotte Altmann, die ihm auf seinen Reisen gefolgt war. Der Kontakt zu seiner ersten Frau brach aber nie ab, bis zu seinem Tod bestand ein vertrauter Briefkontakt, und es kam auch zu verschiedenen persönlichen Begegnungen.
Vor Beginn des Zweiten Weltkrieges suchte Stefan Zweig um die britische Staatsbürgerschaft an. Er zog mit seiner Frau im Juli 1939 von London nach Bath und kaufte sich dort ein Haus (Rosemount, Ecke Lyncombe Hill). Hier begann er die Arbeit an der Biographie über Honoré de Balzac. Seinem Freund Sigmund Freud hielt er nach dessen Tod bei der Trauerfeier am 26. September 1939 im Krematorium von Golders Green in London eine Abschiedsrede, die unter dem Titel Worte am Sarge Sigmund Freuds veröffentlicht wurde. Bevor er 1940 die britische Staatsbürgerschaft erhielt, musste er sich als „Enemy Alien“ (feindlicher Ausländer) regelmäßig bei der Polizei melden und durfte nicht ohne Genehmigung verreisen. Mit seinem britischen Pass reiste er über die Stationen New York, Argentinien und Paraguay im Jahr 1940 schließlich nach Brasilien; ein Land, das ihm früher eine triumphale Begrüßung bereitet hatte und für das er eine permanente Einreiseerlaubnis besaß. Laut dem Zweig-Biographen Alberto Dines erhielt Zweig als Prominenter trotz des Antisemitismus der Diktatur Getúlio Vargas’ dieses Dauervisum, da er im Gegenzug ein Buch zugunsten Brasiliens verfassen wollte. 1941 erschien die Monografie Brasilien. Ein Land der Zukunft.
1941 erfolgte die Aberkennung des Doktorgrades durch die Nationalsozialisten, die durch Senatsbeschluss der Universität Wien vom 10. April 2003 für nichtig erklärt wurde, nachdem alle an der Aberkennung Beteiligten bereits verstorben waren.

### Tod

Grabstätte von Stefan und Lotte Zweig auf dem Hauptfriedhof in Petrópolis

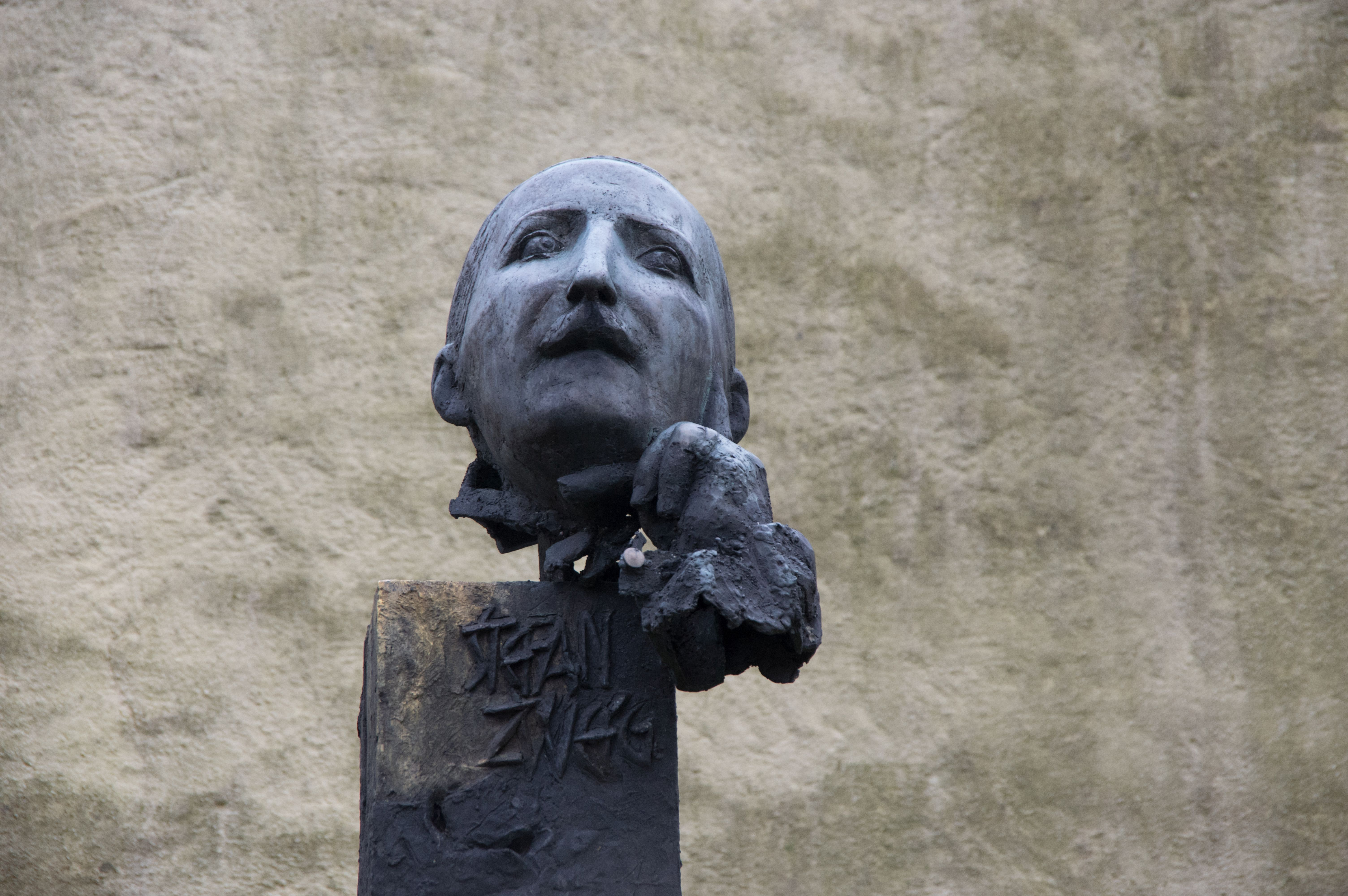
Stefan Zweig, Büste von Josef Zenzmaier, 1983 in Salzburg auf dem Kapuzinerberg aufgestellt

In der Nacht vom 22. zum 23. Februar 1942 nahm sich Stefan Zweig in Petrópolis in den Bergen etwa 50 Kilometer nordöstlich von Rio de Janeiro mit einer Überdosis des Schlafmittels Veronal das Leben. Depressive Zustände hatten ihn seit Jahren begleitet. Der Totenschein nennt als Zeitpunkt des Todes den 23. Februar 1942 um 12 Uhr 30 und als Todesursache „Einnahme von Gift – Suizid“. Seine Frau Lotte begleitete Zweig in den Tod. Hausangestellte fanden beide gegen 16 Uhr in ihrem Bett: ihn auf dem Rücken liegend mit gefalteten Händen, sie seitlich an ihn gelehnt.
In seinem Abschiedsbrief hatte Zweig geschrieben, er werde „aus freiem Willen und mit klaren Sinnen“ aus dem Leben scheiden. Die Zerstörung seiner „geistigen Heimat Europa“ hatte ihn für sein Empfinden entwurzelt, seine Kräfte seien „durch die langen Jahre heimatlosen Wanderns erschöpft“. Zweigs Entscheidung, sein Leben zu beenden, stieß nicht überall auf Verständnis, zumal seine materielle Existenz, anders als die vieler Schriftstellerkollegen im Exil, gesichert war. 

### Nachwirkung und Ehrungen
Stefan Zweig wurde ein Symbol für die Intellektuellen im 20. Jahrhundert auf der Flucht vor der Gewaltherrschaft. In diesem Sinne wurde in seinem letzten Wohnhaus in Petrópolis die Casa Stefan Zweig eingerichtet, ein Museum, das nicht nur die Erinnerung an sein Werk bewahren soll.
Thomas Mann schrieb 1952 zu Zweigs zehntem Todestag über dessen Pazifismus: „Es gab Zeiten, wo sein radikaler, sein unbedingter Pazifismus mich gequält hat. Er schien bereit, die Herrschaft des Bösen zuzulassen, wenn nur das ihm über alles Verhaßte, der Krieg, dadurch vermieden wurde. Das Problem ist unlösbar. Aber seitdem wir erfahren haben, wie auch ein guter Krieg nichts als Böses zeitigt, denke ich anders über seine Haltung von damals – oder versuche doch, anders darüber zu denken.“
So strikt Stefan Zweig eine komplette Trennung von Geist und Politik forderte, so fest stand er für ein vereinigtes Europa in der Tradition Henri Barbusses, Romain Rollands und Émile Verhaerens ein.
1957 wurde in Wien von Erich Fitzbauer mit Unterstützung von Friderike Maria Zweig die Internationale Stefan Zweig Gesellschaft gegründet. Nachdem deren Aktivitäten Mitte der 1980er Jahre zwischenzeitlich zum Erliegen gekommen waren, wurde sie 1998 in Salzburg wiederbelebt.
2017 wurde er von der brasilianischen Regierung postum mit dem höchsten Orden für Ausländer, dem Ordem Nacional do Cruzeiro do Sul, dem Nationalen Orden vom Kreuz des Südens im Grad eines Kommandeurs (Comendador) geehrt. Die österreichische Botschafterin nahm an seiner Stelle die Auszeichnung in der Casa Stefan Zweig von Petrópolis entgegen. 
Bereits in früheren Jahren war im Rioaner Stadtviertel Laranjeiras eine Straße, die Rua Stefan Zweig, wo Mitglieder der oberen Mittelklasse Häuser haben, nach ihm benannt worden. Auch in São Paulo und einer Stadt in der nördlichen Peripherie wurden Straßen nach ihm benannt. Zudem trägt eine Escola Estadual im Viertel Vila Ivone im Südosten von São Paulo seinen Namen. 
Seit 2014 trägt die Pädagogische Hochschule Salzburg den Namen Stefan Zweig.

## Wirkung und Charakteristika des Werks
Vor allem Zweigs Prosawerke und romanhafte Biografien (Joseph Fouché, Marie Antoinette) finden bis heute ein Publikum. Das Gesamtwerk zeichnet sich durch eine hohe Dichte von Novellen (Schachnovelle, Der Amokläufer etc.) und historisch basierten Erzählungen aus. So finden historische Persönlichkeiten von Ferdinand Magellan über Lew Tolstoi, Fjodor Dostojewski, Napoleon Bonaparte, Georg Friedrich Händel und Joseph Fouché bis zu Marie-Antoinette in einer stark subjektiv personalisierten Geschichte Eingang in Zweigs Werk.
Reduzierte man das Werk Zweigs auf vier dominierende Charakteristika, so beschriebe man es vermutlich mit den Begriffen Tragik, Drama, Melancholie und Resignation. Nahezu alle Werke Zweigs enden in tragischer Resignation. Der Protagonist wird durch äußere wie innere Umstände am Erlangen seines Glücks, welches unmittelbar erreichbar scheint, gehindert, was damit umso tragischer wirkt:

„In meinen Novellen ist es immer der dem Schicksal Unterliegende, der mich anzieht, in den Biographien die Gestalt eines, der nicht im realen Raume des Erfolgs, sondern einzig im moralischen Sinne recht behält, Erasmus und nicht Luther, Maria Stuart und nicht Elisabeth, Castellio und nicht Calvin […]“

Dieses Merkmal tritt besonders in Zweigs einzigem vollendeten Roman Ungeduld des Herzens hervor. In der beispielhaften Novelle Der Amokläufer, einer Typologie der Leidenschaft, inspiriert von großen Vorbildern wie Balzac und dabei ganz der Erzähltradition der Wiener Schule – allen voran Arthur Schnitzler – folgend, ist die Hauptperson einem dämonischen Zwang unterworfen, der sie aus der hergebrachten Ordnung ihres Lebens reißt. Deutlich wird hier der Einfluss Sigmund Freuds erkennbar. Diese Novelle, wie auch alle anderen Novellen Zweigs, beschreibt eine unerhörte Begebenheit, was nach Goethe ein gattungsspezifisches Kennzeichen der Novelle ist.
In der Schachnovelle, Zweigs wohl bekanntestem Buch, kämpft ein kühl kalkulierender, roboterhafter Schachweltmeister, getrieben von ordinärer Habgier, gegen einen Mann, der von den Nationalsozialisten in Isolationshaft gefangengehalten wurde. Zum einen wird hier der Mensch an sich mit dem unmenschlichen System Faschismus konfrontiert, zum anderen beschreibt Zweig das Leiden des Gefangenen ohne Möglichkeit eines Kontaktes zur Außenwelt und die sich daraus ergebenden Folgen. Trotz dieses eindringlichen Plädoyers für das Menschliche sprach Zweig dem Schriftsteller eine aktive politische Rolle ab. Vor dem Hintergrund des Zweiten Weltkrieges unterschied und entzweite ihn dieser Standpunkt von den anderen Exilliteraten (vornehmlich Heinrich Mann und Ernst Weiß) und dem PEN-Club.
Stefan Zweig sah in der Vereinigung Europas die einzige Möglichkeit, zukünftige Kriegsgefahr und Nationalismus abzuwenden. Sein supranationales europäisches Einigungsmodell hat dabei insbesondere eine antipolitische und antiökonomische Dimension im Sinne eines humanistischen Universalismus der übernationalen Habsburgermonarchie. Zweigs Anknüpfungen an die Idee der Habsburgermonarchie wurden besonders kurz nach dem Zweiten Weltkrieg als abgehobener Blickwinkel kritisiert. Trotzdem sah Zweig wie Joseph Roth, aber auch James Joyce die mitteleuropäische Zeit vor dem Ersten Weltkrieg als Gegenstück zur Preußisch-Norddeutschen kompromisslosen Weltsicht und betonte die völkerverbindenden und ausgleichenden habsburgischen Grundsätze von „Leben und leben lassen!“.

## Werke

### Originalausgaben

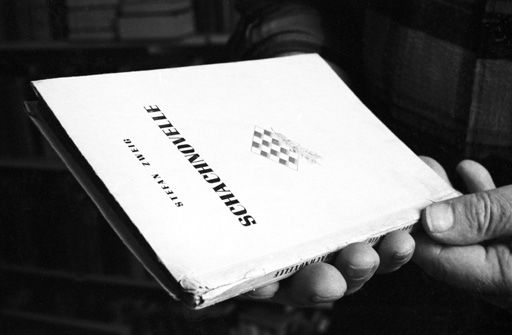
Georg P. Salzmann hält eine Erstausgabe der Schachnovelle von Stefan Zweig in seinen Händen

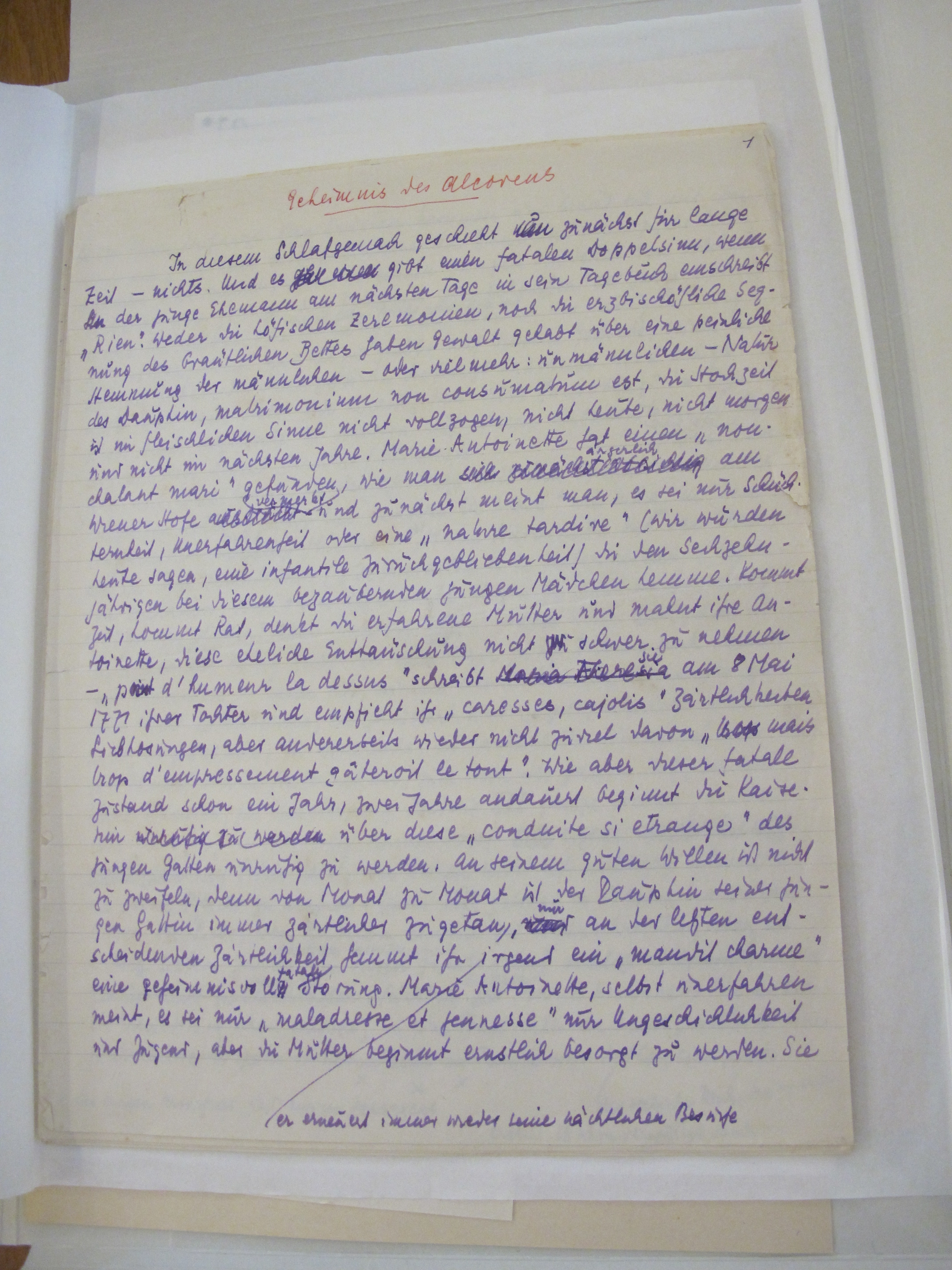
Eine Seite des Manuskripts zu Marie Antoinette. Bildnis eines mittleren Charakters.

Vollständige Bibliographie der Erstausgaben bei Wikisource
- Silberne Saiten. Gedichte. Schuster & Loeffler, Berlin und Leipzig 1901
- Die Philosophie des Hippolyte Taine. Dissertation, 1904[46]
- Die Liebe der Erika Ewald. Novellen. Buchschmuck v. Hugo Steiner-Prag, Fleischel & Co., Berlin 1904
- Die frühen Kränze. Gedichte. Insel, Leipzig 1906
- Tersites. Ein Trauerspiel. In drei Aufzügen, Leipzig 1907
- Emile Verhaeren. Leipzig 1910
- Erstes Erlebnis. Vier Geschichten aus Kinderland: Geschichte in der Dämmerung. Die Gouvernante. Brennendes Geheimnis. Sommernovellette., Insel, Leipzig 1911
- Das Haus am Meer. Ein Schauspiel in zwei Teilen. (In drei Aufzügen) Leipzig 1912
- Der verwandelte Komödiant. Ein Spiel aus dem deutschen Rokoko. Leipzig 1913
- Vorwort zu Max Brods Roman Tycho Brahes Weg zu Gott. Kurt Wolff, Leipzig 1915
- Jeremias. Eine dramatische Dichtung in neun Bildern. Insel, Leipzig 1917
- Erinnerungen an Emile Verhaeren, Privatdruck 1917
- Das Herz Europas. Ein Besuch im Genfer Roten Kreuz. Umschlagzeichnung von Frans Masereel, Rascher, Zürich 1918
- Legende eines Lebens. Ein Kammerspiel in drei Aufzügen. Insel, Leipzig 1919
- Fahrten. Landschaften und Städte. Tal, Leipzig und Wien 1919
- Drei Meister: Balzac – Dickens – Dostojewski. (= Die Baumeister der Welt. Versuch einer Typologie des Geistes, Band 1), Insel, Leipzig 1920
- Marceline Desbordes-Valmore. Das Lebensbild einer Dichterin. Mit Übertragungen von Gisela Etzel-Kühn, Insel, Leipzig 1920
- Der Zwang. Eine Novelle, Insel, Leipzig 1920
- Romain Rolland. Der Mann und das Werk. Rütten & Loening, Frankfurt 1921
- Brief einer Unbekannten. Lehmann & Schulze, Dresden 1922
- Amok. Novellen einer Leidenschaft. Insel, Leipzig 1922
- Die Augen des ewigen Bruders. Eine Legende. Leipzig 1922 (Insel-Bücherei 349/1)
- Phantastische Nacht. Erzählung. Die Neue Rundschau. Jahrgang 33. Berlin 1922
- Frans Masereel (mit Arthur Holitscher), Axel Juncker, Berlin 1923
- Die gesammelten Gedichte. Insel, Leipzig 1924
- Die Monotonisierung der Welt. Essay. Berliner Börsen-Courier, 1. Februar 1925[47]
- Angst. Novelle. Mit Nachwort von E. H. Rainalter, Reclam, Leipzig 1925
- Der Kampf mit dem Dämon. Hölderlin – Kleist – Nietzsche. (= Die Baumeister der Welt, Band 2), Insel, Leipzig 1925
- Ben Johnson’s „Volpone“. Eine lieblose Komödie in drei Akten. Frei bearbeitet von Stefan Zweig. Mit sechs Bildern nach Aubrey Beardsley, Kiepenheuer, Potsdam 1926
- Der Flüchtling. Episode vom Genfer See. Bücherlotterie, Leipzig 1927
- Abschied von Rilke. Eine Rede. Wunderlich, Tübingen 1927
- Verwirrung der Gefühle. Drei Novellen. (Vierundzwanzig Stunden aus dem Leben einer Frau, Untergang eines Herzens, Verwirrung der Gefühle) Insel, Leipzig 1927
- Sternstunden der Menschheit. Fünf historische Miniaturen. Leipzig o. J. (1927, Insel-Bücherei 165/2)
- Drei Dichter ihres Lebens. Casanova – Stendhal – Tolstoi. (= Die Baumeister der Welt, Band 3), Insel, Leipzig 1928
- Rahel rechtet mit Gott. In: Insel-Almanach auf das Jahr 1929, S. 112–131, Insel, Leipzig 1928
- Joseph Fouché. Bildnis eines politischen Menschen. Insel, Leipzig 1929
- Das Lamm des Armen. Tragikomödie in drei Akten. (neun Bildern), Insel, Leipzig 1929
- Vier Erzählungen. (Die unsichtbare Sammlung. Episode am Genfer See. Leporella. Buchmendel). Insel, Leipzig 1929 (Insel-Bücherei 408/1)
- Die Heilung durch den Geist. Mesmer – Mary Baker Eddy – Freud. Insel, Leipzig 1931
- Sigmund Freud. Librairie Stock, Paris 1932
- Marie Antoinette. Bildnis eines mittleren Charakters. Insel, Leipzig 1932; 1938 von W. S. Van Dyke verfilmt (Marie-Antoinette)
- Marie Antoinette The Portrait of an Average Woman. The Viking Press, New York 1933
- Triumph und Tragik des Erasmus von Rotterdam. Herbert Reichner, Wien 1934
- Die schweigsame Frau. Komische Oper in drei Aufzügen. Libretto, frei nach der Komödie Epicoene, or The Silent Woman von Ben Jonson. Musik von Richard Strauss. Fürstner, Berlin 1935. UA am 24. Juni 1935 Dresden (Staatsoper)
- Maria Stuart. Reichner, Wien 1935
- Gesammelte Erzählungen. 2 Bände (Band 1: Die Kette, Band 2: Kaleidoskop), Herbert Reichner, Wien 1936
- Castellio gegen Calvin oder Ein Gewissen gegen die Gewalt. Herbert Reichner, Wien 1936
- Der begrabene Leuchter. Novelle. Wien 1937 (handelt von der Menora auf dem Weg von Rom nach Konstantinopel und Jerusalem).
- Begegnungen mit Menschen, Büchern, Städten. Herbert Reichner, Wien 1937
- Magellan. Der Mann und seine Tat. Herbert Reichner, Wien 1938
- Ungeduld des Herzens. Roman. Bermann-Fischer/Allert de Lange, Stockholm/Amsterdam 1939
- Brasilien. Ein Land der Zukunft. Bermann-Fischer, Stockholm 1941. Insel Verlag, Berlin 2013, ISBN 978-3-458-35908-1
- Schachnovelle. Verlag Pigmalión, Buenos Aires 1942
- Die Welt von Gestern. Erinnerungen eines Europäers. Bermann-Fischer, Stockholm 1942
- Montaigne. 1942 (Essay/Fragment über Michel de Montaigne)
- Zeit und Welt. Gesammelte Aufsätze und Vorträge 1904–1940. (u. a. Das Geheimnis des künstlerischen Schaffens 1938 London) Bermann-Fischer, Stockholm 1943
- Sternstunden der Menschheit. Zwölf historische Miniaturen. Bermann-Fischer, Stockholm 1943
- Amerigo. Die Geschichte eines historischen Irrtums. Bermann-Fischer, Stockholm 1944
- Legenden. Bermann-Fischer, Stockholm 1945
- Balzac. Roman seines Lebens. Hrsg. Richard Friedenthal, Bermann-Fischer, Stockholm 1946
- Fragment einer Novelle. Hrsg. Erich Fitzbauer. Mit 4 Original-Lithographien von Hans Fronius, Wien 1961
- Rausch der Verwandlung. Roman. Aus dem Nachlass hrsg. v. Knut Beck, S. Fischer, Frankfurt 1982

### Salzburger Werkausgabe (Kritische Edition)
- Das erzählerische Werk. Salzburger Ausgabe, 7 Bände, hrsg. v. Werner Michler u. Klemens Renoldner, Paul Zsolnay Verlag, Wien 2017ff.:
  - Bd. I: Sternstunden der Menschheit. Historische Miniaturen, hrsg. v. Werner Michler u. Martina Wörgötter, 2017, ISBN 978-3-552-05858-3.
  - Bd. II: Vergessene Träume. Die Erzählungen 1900–1911, hrsg. v. Elisabeth Erdem u. Klemens Renoldner, 2018, ISBN 978-3-552-05874-3.
  - Bd. III: Verwirrung der Gefühle. Die Erzählungen 1913–1926, hrsg. v. Elisabeth Erdem u. Klemens Renoldner, 2019, ISBN 978-3-552-05875-0.
  - Bd. IV: Schachnovelle. Erzählungen 1927–1942, hrsg. v. Elisabeth Erdem u. Klemens Renoldner, 2022, ISBN 978-3-552-05935-1.
  - Bd. V: Rausch der Verwandlung. Roman aus dem Nachlass, hrsg. v. Herwig Gottwald, Arturo Larcati u. Peter Bruckner 2023, ISBN 978-3-552-05876-7.
  - Bd. VI: Ungeduld des Herzens. Roman, hrsg. v. Stephan Resch, 2021, ISBN 978-3-552-05878-1.
  - Bd. VII: Clarissa, hrsg. v. Simone Lettner u. Werner Michler, 2024, ISBN 978-3-552-05879-8.

### Auswahl neuerer Ausgaben
- Adam Lux. Zehn Bilder aus dem Leben eines deutschen Revolutionärs. Mit Essays und Materialien. Beiträge von Franz Dumont und Erwin Rotermund, Logo, 2005, ISBN 978-3-9803087-7-9.
- Ausgewählte Werke in vier Bänden (in Kassette), S. Fischer, Frankfurt am Main 2003, ISBN 978-3-596-15995-6.
- Brasilien – Ein Land der Zukunft. Insel Verlag, Berlin 2013, ISBN 978-3-458-35908-1.
- Clarissa. Ein Romanentwurf. Aus den Nachlass hrsg. u. bearb. v. Knut Beck, S. Fischer, Frankfurt am Main 1990, ISBN 978-3-10-097080-0.
- Das Lamm der Armen und andere Dramen. Hrsg. v. Knut Beck, S. Fischer, Frankfurt am Main 1984, ISBN 978-3-10-097066-4.
- Ich kenne den Zauber der Schrift. Katalog und Geschichte der Autographensammlung Stefan Zweig. Mit kommentiertem Abdruck von Stefan Zweigs Aufsätzen über das Sammeln von Handschriften. Bearb. v. Oliver Matuschek, Inlibris, Wien 2005, ISBN 978-3-9501809-1-6.
- Rausch der Verwandlung. Roman aus dem Nachlass, S. Fischer, Frankfurt am Main 1982, ISBN 978-3-596-25874-1.
- Tagebücher. Hrsg. v. Knut Beck, S. Fischer, Frankfurt am Main 1984, ISBN 978-3-10-097068-8.
- Verwirrung der Gefühle. Erzählungen (enthält Der Stern über dem Walde), S. Fischer, Frankfurt am Main 1983, ISBN 978-3-596-25790-4.
- Die Welt von Gestern. Erinnerungen eines Europäers, Insel, Berlin 2013, ISBN 978-3-458-35907-4.
- Die Welt von Gestern. Erinnerungen eines Europäers, S. Fischer Verlag, Frankfurt am Main 2020, ISBN 978-3-596-90258-3.[48]
- Meisternovellen. Sammlung: Brennendes Geheimnis, Der Amokläufer, Brief einer Unbekannten, Die Frau und die Landschaft, Verwirrung der Gefühle, Vierundzwanzig Stunden aus dem Leben einer Frau, Episode am Genfer See, Die unsichtbare Sammlung, Schachnovelle, S. Fischer, Frankfurt am Main 2001, ISBN 978-3-596-14991-9.
- Brennendes Geheimnis. Erzählungen. Sammlung: Brennendes Geheimnis, Scharlach, Brief einer Unbekannten, Praterfrühling, Zwei Einsame, Widerstand der Wirklichkeit, War er es?, Ein Mensch, den man nicht vergißt, Unvermutete Bekanntschaft mit einem Handwerk, S. Fischer, Frankfurt am Main 2002, ISBN 978-3-10-097070-1.
- Die Mondscheingasse. Gesammelte Erzählungen (Brennendes Geheimnis. Geschichte in der Dämmerung. Angst. Der Amokläufer. Brief einer Unbekannten. Die Frau und die Landschaft. Die Mondscheingasse. Phantastische Nacht. Untergang eines Herzens. Verwirrung der Gefühle. Vierundzwanzig Stunden aus dem Leben einer Frau. Buchmendel. Leporella. Die gleich-ungleichen Schwestern. Schachnovelle). Fischer, Frankfurt am Main 1989 (Fischer Taschenbuch 9518), ISBN 3-596-29518-1.
- Ungeduld des Herzens. Insel, Berlin 2013, ISBN 978-3-458-35903-6.
- Schneewinter: 50 zeitlose Gedichte. Martin Werhand Verlag, Melsbach 2016, ISBN 978-3-943910-73-5.
- Buchmendel & Die unsichtbare Sammlung. Topalian & Milani Verlag, Ulm 2016, ISBN 978-3-946423-05-8.
- Stefan Zweig - a unidade espiritual do mundo. Die Geistige Einheit der Welt. Conferência proferida no Rio de Janeiro em agosto de 1936. Casa Stefan Zweig/Hentrich & Hentrich, Berlin 2017, ISBN 978-3-95565-214-2 (Beiträge in deutscher, englischer, französischer, portugiesischer und spanischer Sprache).
- Die unsichtbare Sammlung. Golden Luft Verlag, Mainz 2017, ISBN 978-3-9818555-1-7.
- Joseph Fouché. Bildnis eines politischen Menschen. Anaconda Verlag, Köln 2018, ISBN 978-3-7306-0669-8.
- Bernhard Fetz, Arturo Larcati (Hrsg.): Stefan Zweig: Für das Menschliche im Menschen. Texte eines Humanisten und Weltbürgers. S. Marix Verlag, Wiesbaden 2022, ISBN 978-3-7374-1187-5.
- Die Kunst, ohne Sorgen zu leben. Hrsg. Klaus Gräbner und Volker Michels, Insel-Bücherei Nr. 1524, Berlin 2023, ISBN 978-3-458-19524-5.

### Briefwechsel
- Briefe, Vier Bände. Hrsg. v. Knut Beck, Jeffrey B. Berlin et al., Verlag S. Fischer:
  - Briefe 1897–1914, Frankfurt am Main 1995, ISBN 978-3-10-097088-6.
  - Briefe 1914–1919, Frankfurt am Main 1998, ISBN 978-3-10-097089-3.
  - Briefe 1920–1931, Frankfurt am Main 2000, ISBN 978-3-10-097090-9.
  - Briefe 1932–1942, Frankfurt am Main 2005, ISBN 978-3-10-097093-0.
- Alfons Petzold – Stefan Zweig: Briefwechsel. Einleitung und Kommentar v. David Turner, Peter Lang, New York 1998, ISBN 978-0-8204-3900-6.
- Briefe an Freunde. Hrsg. v. Richard Friedenthal, S. Fischer, Frankfurt am Main 1978, ISBN 978-3-10-097028-2.
- Briefwechsel mit Friderike Zweig 1912–1942, Scherz, Bern 1951.
  - „Wenn einen Augenblick die Wolken weichen“. Briefwechsel 1912–1942 (Stefan Zweig & Friderike Maria Zweig). Hrsg. v. Jeffrey B. Berlin/Gert Kerschbaumer, S. Fischer, Frankfurt am Main 2006, ISBN 978-3-10-097096-1.
- Briefwechsel mit Hermann Bahr, Sigmund Freud, Rainer Maria Rilke und Arthur Schnitzler. Hrsg. v. Jeffrey B. Berlin et al., S. Fischer, Frankfurt am Main 1987, ISBN 978-3-10-097081-7.
- Arthur Schnitzler: Briefwechsel mit Autorinnen und Autoren. Digitale Edition. Hrsg. Martin Anton Müller mit Gerd-Hermann Susen, Laura Untner und Selma Jahnke. Wien 2018–[2029], online.
- Briefwechsel mit Romain Rolland 1910–1940. 2 Bände, Rütten & Loening, Berlin 1987.
- Georges Duhamel – Stefan Zweig. Correspondance. L’anthologie oubliée de Leipzig. Hrsg. v. Claudine Delphis, Universitätsverlag, Leipzig 2001, ISBN 978-3-934565-85-2.
- Hermann Hesse und Stefan Zweig: Briefwechsel. Hrsg. v. Volker Michels, Suhrkamp (BS 1407), Frankfurt am Main 2006, ISBN 978-3-518-22407-6.
- Maxim Gorki/Stefan Zweig: Briefwechsel. Dokumente. Hrsg. v. Kurt Böttcher, Reclam (UB 456), Leipzig 1971.
- Rainer Maria Rilke und Stefan Zweig in Briefen und Dokumenten. Hrsg. v. Donald A. Prater, Insel, Frankfurt am Main 1987, ISBN 978-3-458-14290-4.
- Richard Strauss – Stefan Zweig. Briefwechsel. Hrsg. v. Willi Schuh, S. Fischer, Frankfurt am Main 1957.
- Stefan Zweig / Paul Zech. Briefe 1910–1942, Greifen, Rudolstadt 1984, ISBN 978-3-596-25911-3.
- Stefan Zweig – Joseph Gregor. Correspondence 1921–1938. Hrsg. von Kenneth Birkin, Univ. of Otago, Dunedin 1991, ISBN 0-9597650-5-0.
- The Correspondence of Stefan Zweig with Raoul Auernheimer and with Richard Beer-Hofmann. Hrsg. v. Donald G. Daviau et al., Camden House, Columbia 1983, ISBN 0-938100-22-X.
- Vielleicht führen wir zwei verschiedene Sprachen... – Zum Briefwechsel zwischen Joseph Roth und Stefan Zweig. Mit 21 bisher unveröffentlichten Briefen. Hrsg. v. Matjaz Birk, Lit, Münster 1996, ISBN 978-3-8258-3182-0.
- Jede Freundschaft mit mir ist verderblich. Joseph Roth und Stefan Zweig. Briefwechsel 1927–1939, Hrsg. Madeleine Pietra und Rainer-Joachim Siegel. Wallstein-Verlag, Göttingen 2011, ISBN 978-3-8353-0842-8. Verlagsseite (mit Leseprobe 20S.)
- Stefan and Lotte Zweig’s South American Letters: New York, Argentina and Brazil 1940–42. Hrsg. Darién J.Davis / Oliver Marshall. Continuum, London/New York 2010, ISBN 978-1-4411-0712-1.
- Stefan und Lotte Zweigs südamerikanische Briefe: New York, Argentinien und Brasilien 1940–1942. Hrsg. Darién J.Davis, Oliver Marshall. Hentrich & Hentrich, Berlin 2017, ISBN 978-3-95565-188-6.
- Ich wünschte, dass ich Ihnen ein wenig fehlte. Briefe an Lotte Zweig 1934–1940. Hrsg. Oliver Matuschek. Fischer, Frankfurt am Main 2013, ISBN 978-3-596-95004-1.
- Romain Rolland, Stefan Zweig: Von Welt zu Welt. Briefe einer Freundschaft 1914–1918. Mit einem Begleitwort von Peter Handke. Übersetzt aus dem Französischen von Eva und Gerhard Schewe und aus dem Deutschen von Christel Gersch. Aufbau Verlag, Berlin 2014, ISBN 978-3-8412-0816-3.
- Hermann Bahr, Arthur Schnitzler: Briefwechsel, Aufzeichnungen, Dokumente 1891–1931. Hrsg. Kurt Ifkovits, Martin Anton Müller. Wallstein, Göttingen 2018, ISBN 978-3-8353-3228-7 (Verlagspräsentation) Mehrere Briefe Zweigs an Hermann Bahr und Arthur Schnitzler sowie einer von Schnitzler
- Briefe zum Judentum. Hrsg. Stefan Litt, Jüdischer Verlag im Suhrkamp-Verlag, Berlin 2020, ISBN 978-3-633-54306-9 (Verlagspräsentation)
- Anton Kippenberg / Stefan Zweig. Briefwechsel 1905–1937, herausgegeben und kommentiert von Oliver Matuschek unter Mitwirkung von Klemens Renoldner, Insel Verlag, Berlin 2022, ISBN 978-3-458-17551-3 (Verlagspräsentation)
- „Ihre Briefe bewahre ich alle“ : die Korrespondenz von 1903 bis 1939, Felix Salten, Stefan Zweig; herausgegeben von Marcel Atze und Arturo Larcati, Göttingen : Wallstein Verlag, 2023, ISBN 978-3-8353-5337-4

### Hörbücher
- Sternstunden der Menschheit gelesen von Jürgen Hentsch, Regie: Petra Meyenburg, 551 Min., 10 CDs, MDR 2008 / Argon Verlag 2008, ISBN 978-3-86610-571-3.
- Die Welt von Gestern. Erinnerungen eines Europäers. Mono Verlag, Wien 2013, Sprecher: Peter Vilnai, ISBN 978-3-902727-17-6.
- Casanova – Mesmer – Amerigo gelesen von Dieter Mann, Wolfram Berger, Peter Matić, 9:20 h, MDR Figaro, 2013 / Der Audio Verlag 2015, ISBN 978-3-86231-633-5.
- Joseph Fouché: Bildnis eines politischen Menschen gelesen von Hans Lietzau, Der Audio Verlag 2015, ISBN 978-3-86231-628-1.
- Vierundzwanzig Stunden aus dem Leben einer Frau, gelesen von Bettina Rossbacher, hoerbuchedition words & music, Berlin 2023, EAN 4066339845404.

### Übersetzung
- Émile Verhaeren: Rembrandt, Insel-Verlag, Leipzig 1912 und 1923.
- Émile Verhaeren: Rubens, Insel-Verlag, Leipzig 1913 und 1920.
- Luigi Pirandello: Fausto De Michele (Hrsg.): Non si sa come Man weiß nicht wie Stefan Zweig traduce Luigi Pirandello. Bibliotheca Aretina, Arezzo 2012.

Zu den Übersetzern, mit denen Zweig zusammenarbeitete und befreundet war, gehört der Franzose Alzir Hella.

## Verfilmungen
Seit den 1920er Jahren wurde Zweigs literarisches Schaffen auch international verfilmt. Einige seiner Werke, wie Der Amokläufer, gleich mehrfach. Im Folgenden eine Auswahl:
- 1924: Das Haus am Meer
- 1928: Angst
- 1931: 24 Stunden aus dem Leben einer Frau
- 1933: Brennendes Geheimnis
- 1938: Marie-Antoinette
- 1946: Ungeduld des Herzens
- 1948: Brief einer Unbekannten
- 1951: Das gestohlene Jahr (basierend auf einem Romanfragment)
- 1954: Angst
- 1960: Schachnovelle
- 1968: 24 Stunden aus dem Leben einer Frau
- 1988: Die Mondscheingasse (La Ruelle au clair de lune) (Fernsehfilm)
- 2013: Ein Versprechen (basierend auf der Erzählung „Reise in die Vergangenheit“ aus dem Nachlass)
- 2021: Schachnovelle

## Filme
- Lost Zweig. ist die erste Verfilmung, die die letzte Lebenszeit von Stefan und Lotte Zweig umfasst. Regie Sylvio Back, Stefan Zweig: Rüdiger Vogler, Lotte Zweig: Ruth Rieser (Drama, 114 min., Brasilien 2002). Eine brasilianische Produktion, gedreht in Englisch in Rio de Janeiro und Petrópolis. Beim Filmfestival von Brasilia erhielt Ruth Rieser den „Candango“ 2003 für ihre Darstellung von Lotte Zweig, „best actress“. Der Candango ist der wichtigste Filmpreis des Filmlandes Brasiliens.

- The Grand Budapest Hotel. Spielfilm, Vereinigtes Königreich, Deutschland, USA, 2014, 100 Min., Buch: Wes Anderson und Hugo Guinness, Regie: Wes Anderson.
Im Abspann wird angegeben, dass der Film zum Teil durch Zweigs Werke inspiriert ist. Inspiriert wurde Anderson, als er die Werke Ungeduld des Herzens, Die Welt von Gestern und Vierundzwanzig Stunden aus dem Leben einer Frau des ihm bis dahin unbekannten Autors Stefan Zweig las.[49][50]

- Stefan Zweig. Ein Europäer von Welt. (OT: Stefan Zweig, histoire d’un Européen.) Dokumentarfilm, Frankreich, 2015, 51:30 Min., Buch und Regie: François Busnel und Jean-Pierre Devillers, Produktion: Rosebud Productions, arte France, Erstsendung: 6. Januar 2016 bei arte, Inhaltsangabe von ARD, online-Video.

- Unter dem Titel Vor der Morgenröte kam 2016 eine österreichisch-deutsch-französische Koproduktion unter der Regie von Maria Schrader in die Kinos, die Zweigs letzte Lebensjahre umfasst. Zweig wird von Josef Hader gespielt, Friderike Zweig von Barbara Sukowa, Lotte Zweig von Aenne Schwarz.